# Смарагдов сцинк
Смарагдовите сцинкове (Lamprolepis smaragdina) са вид влечуги от семейство Сцинкови (Scincidae).
Срещат се в горите на Югоизточна Азия и Австралазия. Живеят по дърветата и се хранят главно с насекоми, рядко с плодове и листа. Достигат дължина от 22 – 25 сантиметра, а цветът им е яркозелен.